# Лонг Джон Хантер
Джон Тарман Хантер-младший (англ. John Thurman Hunter Jr.; 13 июля 1931 года, Рингголд, Луизиана, США — 4 января 2016 года, Финикс, Аризона, США), более известный под псевдонимом Лонг Джон Хантер (англ. Long John Hunter) — американский блюзовый гитарист, вокалист и автор песен. Номинант Blues Music Awards в номинациях «Перевыпущенный альбом» (1987), «Альбом современного блюза» (1997, 1998), «Альбом года» (2000).

## Биография
Джон Хантер родился в Рингголде, Луизиана в 1931 году, но рос на ферме в Магнолии, Арканзас. С восьми лет работал на ферме, но позднее переехал в Бомонт, Техас, где работал на тарной фабрике. Блюзом увлёкся лишь в 22-летнем возрасте после посещения концерта Би Би Кинга, на который его уговорили сходить друзья (и даже оплатили билет). Почти никогда ранее не державший инструмент в руках, Джон Хантер решил научиться играть, как Би Би Кинг . На следующий же день он купил себе первую гитару, и сразу же придумал себе псевдоним Лонг Джон Хантер. На той же неделе он собрал группу, и вскоре разработал свой собственный стиль, яркую смесь свингового блюза и острой как бритва игры на гитаре, напоминающую игру его коллег-техасцев Альберта Коллинза и Гейтмута Брауна, с определённым намеком на Би Би Кинга .
Свой первый сингл «She Used to Be My Woman» он записал и выпустил на Duke Records уже в 1953 году. В 1955 году Джон Хантер перебрался в Хьюстон, но там его карьера не задалась, и в 1957 году переехал в Эль-Пасо. и нашёл себе постоянную работу в Лобби-Баре в Хуаресе, в Мексике, по ту сторону границы США. В Эль-Пасо он жил в течение 13 лет, выпустив четыре сингла на локальных лейблах, включая самый его известный трек «El Paso Rock». Он не ездил на гастроли, но многие американские знаменитости (Альберт Коллинз, Биг Мама Торнтон, Лайтнинг Хопкинс, Джеймс Браун, Бадди Холли и многие другие) специально приезжали в Эль-Пасо чтобы послушать Хантера. В то время Хантер оставался абсолютно неизвестным за пределами Эль-Пасо, но внутри него он обладал небывалой популярностью — у него были собственные телохранители и открытые счета в заведениях. Как вспоминал музыкант «Да, я был местным героем. Для меня это было здорово, потому что у меня был полный зал каждую ночь всю ночь семь ночей в неделю в течение пяти лет, что я играл. Следующие пять лет я просто играл пять дней в неделю, но у меня все равно был полный зал каждую ночь» .В 1970 музыкант уехал из Эль-Пасо, по его словам «пару лет бездельничал», а потом вернулся и продолжил выступления. Возможно что это продолжалось бы и до конца жизни музыканта, но Лобби-Бар закрылся. Несколько лет ещё Лонг Джон Хантер работал в Эль-Пасо и даже в 1985 году голландская фирма Double Trouble выпустила его дебютный альбом Smooth Magic, оставшийся незамеченным. В 1987 году Джон Хантер переехал в Одессу, Техас, а в 1986 году голландская фирма Double Trouble выпустила его альбом Texas Border Town Blues, содержащий записи, которые Лонг Джон Хантер выпускал ранее, и альбом получил номинацию Blues Music Awards «Перевыпущенный альбом».
В 1992 году Лонг Джон Хантер выпустил альбом Ride With Me, который по существу впервые распространился на широкую аудиторию и взорвал блюзовую общественность. «Лонг Джон Хантер берётся за дело с суровым авторитетом, который противоречит его 60-летнему возрасту», — сообщал Rolling Stone, а Living Blues назвал альбом «Один из лучших блюзовых релизов года». Рецензии и статьи появились в Billboard, Musician, Pulse!, Blues & Rhythm, Washington Post, Austin Chronicle и многих других изданиях. Однако Spindletop Records, лейбл, выпустивший альбом, обанкротился, и карьера музыканта снова застопорилась. В 1996 году музыкант подписал контракт с Alligator Records, которая выпустила альбом Border Town Legend, который возглавил радиочарт Living Blues 1996 года и удостоился отличных отзывов повсюду: так Living Blues сказал, что: «Яростные  бенды, необработанная гитара... выскакивает и врывается в ваше сознание, как домашнее рагу, сделанное из души и поданное с соусом халапеньо. Он совершенно оригинальный стилист с неудержимым чувством веселья, отточенными навыками и музыкальным воображением». Статьи и обзоры были опубликованы в Guitar Player, Washington Post, Chicago Sun-Times, Blues Revu и Blues Access . Следующий альбом Swinging from the Rafters только усилили позиции Джона Хантера: «Хантер воплощает техасский блюз во всем его разнообразном, хулиганском великолепии, как никто другой на сцене сегодня» . На следующий год с Alligator Records перевыпустила Ride With Me, а Лонг Джон Хантер начал гастроли. Он отыграл множество концертов, включая выступления на Chicago Blues Festival, South By Southwest, San Antonio Cultural Festival, Long Beach Blues Festival, гастролировал по Европе и Гавайям.
Музыкант продолжал записываться и выступать до 2011 года. Лонг Джон Хантер умер в своём доме в Финиксе 4 января 2016 года, оставив после себя жену и трёх дочерей от первого брака.
Билли Гиббонс, один из поклонников Лонг Джона Хантера, сказал про него «Блюзмен, который заслуживает того, чтобы его услышали. Просто послушайте, как играет этот парень!» .  «Он был подарком Эль-Пасо и Хуареса блюзу. Я с теплотой вспоминаю, как слушал его El Paso Rock, когда был ребёнком. Большего техасского буги-вуги, чем это, не существоло» .
Los Angeles Times назвала музыканта «одним из тщательно охраняемых секретов блюза… первоклассным певцом, гитаристом и необузданным дикарем. Хантер — это грубый, дикий талант, полный энергии».
«Он знал, как завести эту публику. Никаких заунывных баллад, под которые хочется ронять слезы в кружку с пивом — только зажигательный блюз, исполняемый темпераментно и несущий печать личности исполнителя» .
Сам музыкант говорил, что: «Я играю счастливый блюз, и я хочу, чтобы люди уходили, говоря: „Я прекрасно провел время“. Я не хочу, чтобы люди уходили, плача, говоря: „Я потерял лучшего друга“ или что-то в этом роде. Я мог бы играть блюз и таким образом, но это не то, как я хочу, чтобы меня знали как блюзового исполнителя. Я хочу быть счастливым блюзовым исполнителем…» .

## Дискография
| Год  | Называние                 | Лейбл              |
| ---- | ------------------------- | ------------------ |
| 1985 | Smooth Magic              | Double Trouble     |
| 1987 | Texas Border Town Blues   | Double Trouble     |
| 1992 | Ride with Me              | Spindletop Records |
| 1996 | Border Town Legend        | Alligator          |
| 1997 | Swinging from the Rafters | Alligator          |
| 1999 | Ooh Wee Pretty Baby!      | Norton             |
| 1999 | Lone Star Shootout        | Alligator          |
| 2003 | One Foot in Texas         | Doc Blues          |
| 2009 | Looking for a Party       | Blues Express      |